# Vokil, Silistra
Vokil (în bulgară Вокил, în română Sungurlar) este un sat în comuna Dulovo, regiunea Silistra, Dobrogea de Sud, Bulgaria. 
Între anii 1913-1940 a făcut parte din plasa Accadânlar a județului Durostor, România.

## Demografie
Componența etnică a satului Vokil
     Turci (93,43%)
     Bulgari (1,07%)
     Nicio identificare (5,48%)
     Altele (0%)
La recensământul din 2011, populația satului Vokil era de 1.204 locuitori. Din punct de vedere etnic, majoritatea locuitorilor (93,43%) erau turci, cu o minoritate de bulgari (1,07%). Pentru 5,48% din locuitori nu este cunoscută apartenența etnică.